# مونت كومباتري
مونت كومباتري ( النطق الإيطالي: ‎[ˈmonte ˈkɔmpatri]‏ ) هي كومونا (بلدية) تقع في مدينة روما الحضرية في منطقة لاتيوم الإيطالية، وتجاورها العاصمة روما على بعد حوالي 20 كيلومتر (12 ميل) جنوب شرق على تلال ألبان، وهي واحدة من القلاع الرومانية.

## تاريخ
عُرفت مونت كومباتري في عهد لابيكوم القديمة، مستعمرة ألبا لونجا. في العصور الوسطى، كانت إقطاعية لكونتات توسكولوم، ثم لأنيبالدي والتيمبس والبورجيزي.

## المعالم السياحية الرئيسية
- كنيسة أبرشية سانتا ماريا أسونتا في سيلو (1630-1633) والتي نُصبت على يد سكيبيون بورغيزي . ويعتبر برج الأجراس هو البرج المشترك السابق. وصمّم واجهتها كارلو رينالدي.
- قصر بورغيزي، قاعة المدينة الحالية
- جابي
- دير سان سيلفسترو

## أشخاص ذو صلة
- ماركو ماستروفيني (1763–1845) ، فيلسوف وعالم رياضيات
- الكاردينال بومبيو كولونا (1479-1530)
- أليساندرو موريشي (1858-1922) آخر مغني كاستراتو في كنيسة سيستين

## المدن الشقيقة
- قلهرة، إسبانيا